# Oskar Hoffmann (Maler)

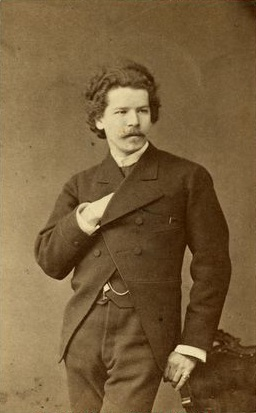
Oskar Hoffmann, Foto von Theodor John, Dorpat, 19. Jahrhundert

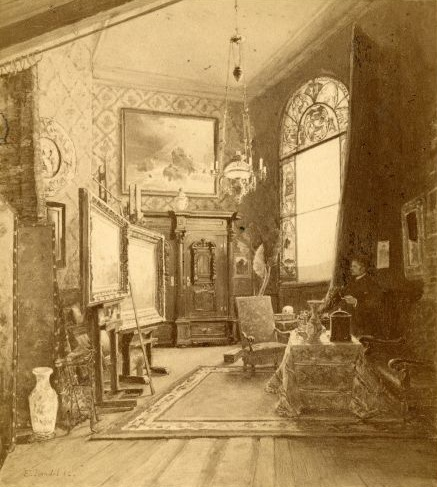
Oskar Hoffmanns Atelier um 1882 in Düsseldorf, Gemälde, 19. Jahrhundert

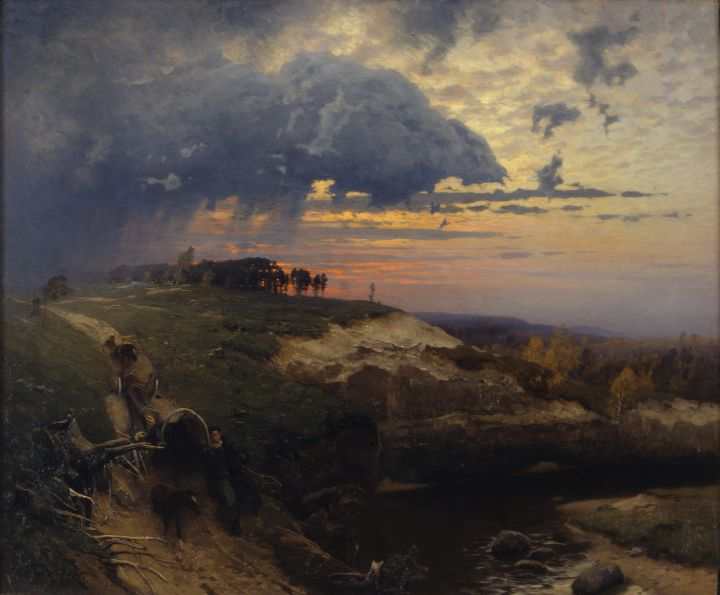
Aufziehendes Gewitter, um 1894

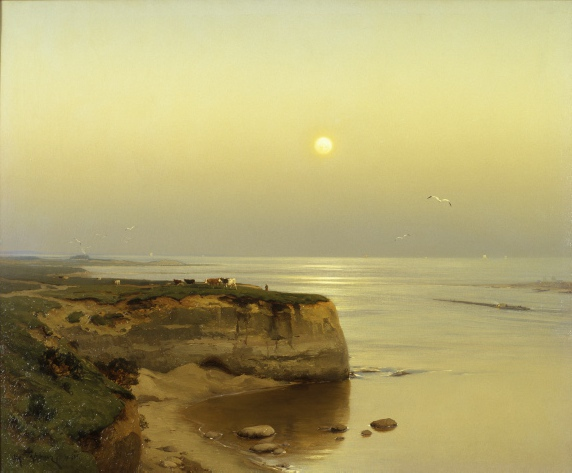
Estnischer Strand am Abend (Nordstrand), zwischen 1894 und 1899

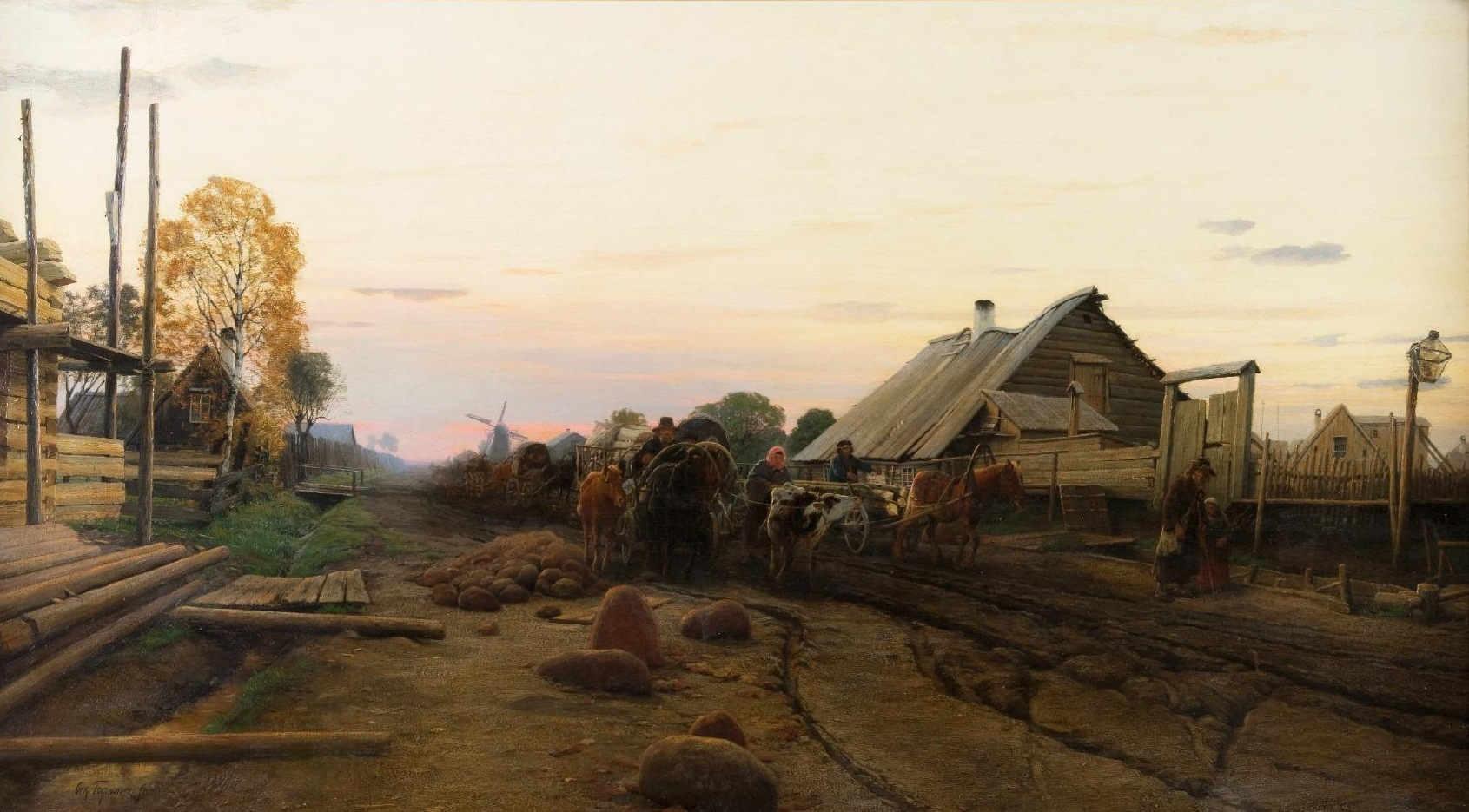
Straße nach Reval, um 1900

Oskar Georg Adolf Hoffmann, auch Oskar Georg Adolfowitsch Hoffmann (* 24. Januarjul. / 5. Februar 1851greg. in Dorpat, Russisches Kaiserreich; † 3. März 1912 in Nowaja Derewnja bei Sankt Petersburg, Russisches Kaiserreich) war ein russisch-deutsch-baltischer Maler der Düsseldorfer Schule.

## Leben
Hoffmann studierte von 1871 bis 1878 an der Kunstakademie Düsseldorf bei Andreas Müller, Karl Müller, Eduard Gebhardt und Eugen Dücker. Neben diesen Lehrern erhielt er Impulse von Gregor von Bochmann, ebenfalls ein Deutsch-Balte, der aufgrund eines Stipendiums der Revaler Schiller-Stiftung 1868 ein Malerstudium an der Düsseldorfer Akademie beginnen konnte. In den Jahren 1882/83 war Hoffmann als Mitglied des Künstlervereins Malkasten verzeichnet und wohnte in der Gartenstraße 55. Ab 1882 war Hoffmann in Sankt Petersburg tätig und wurde dort 1884 freies Mitglied der Russischen Kaiserlichen Kunstakademie. Seine Bilder wurden in Düsseldorf, Riga, Sankt Petersburg und Wien gezeigt, 1879 im Münchener Glaspalast, 1886 in der Berliner Akademie-Ausstellung und 1894 in der Großen Berliner Kunstausstellung. 1913 veranstaltete das Städtische Museum in Riga eine Nachlassausstellung.

## Werk (Auswahl)
Hoffmanns Werk ist neben Porträts vor allem durch estnische Landschaftsmotive gekennzeichnet, die in Anlehnung an Techniken der Haager Schule entwickelt wurden. Sie zeigen das Landleben ungeschönt, nicht selten in erdigen Farben, in diesigem Licht, häufig mit weiträumigen Landschaften unter einer niedrigen Horizontlinie. Hoffmann schuf auch eine Reihe von Radierungen, die u. a. auf der Wiener Graphischen Ausstellung 1886 gezeigt wurden.
- Aufziehendes Unwetter (Palgivedu. Maastik äistesega), um 1894
- Vorfrühling in Estland, 1894–1899
- Estnischer Strand am Abend (Nordstrand), zwischen 1894 und 1899
- Straße nach Reval, um 1900
- Alter Fischmarkt in Reval